# 像娜斯佳

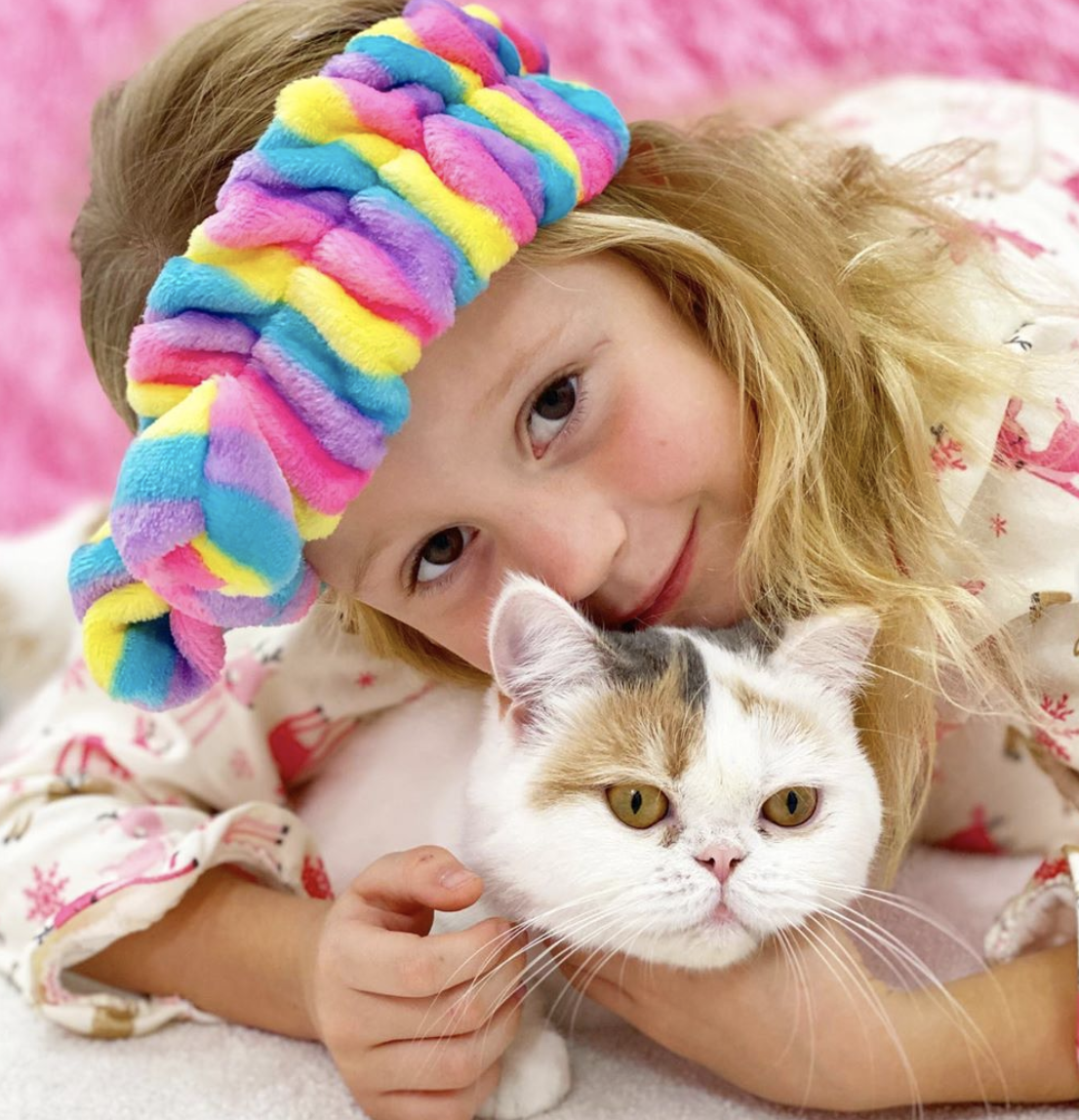
拍攝於2019年9月

安娜塔西亞·謝爾蓋耶芙娜·拉津斯卡婭（羅馬化：Anastasia Sergeyevna Radzinskaya；2014年1月27日—），在YouTube的頻道稱為像娜斯佳（Like Nastya），俄羅斯裔美國YouTuber。她和她的父母安娜·拉津斯卡婭和尤里·拉津斯基主持了幾個YouTube頻道。2022年登上世界收入前十高YouTuber之一。
像娜斯佳頻道的內容包括兒童歌曲、教育娛樂、開箱、Vlog、角色扮演。

## 外部連結
- YouTube上的Like Nastya頻道